# Casino Shanghai
Casino Shanghai es una banda mexicana de rock y una de las pioneras en el género del synthpop de este país.

## Historia
Casino Shanghai fue formado con integrantes de otros grupos relevantes de la escena alternativa mexicana de los años 80. Ulalume Zavala y Walter Schmidt provenían de Size, una banda de punk y new wave; Carlos Robledo del grupo de experimentación progresiva Decibel y Humberto Álvarez de Música y Contracultura. Dichas bandas satisfacían un interés creciente en el panorama mexicano alternativo de entonces por la experimentación y los nuevos ritmos.
La primera presentación de Casino Shanghai fue en bar gay El Nueve de la Ciudad de México como un performance, luego del cual los participantes decidieron seguir como una agrupación. En 1985 publicaron su única producción discográfica, Film, en el sello alternativo Comrock. Dejaron en grabación una segunda producción  L'tombeau d'E. A. Poe, basado en un poema de Stephane Mallarmé de la que algunos temas fueron publicados en antologías posteriores para indicar su actividad como precursores de la música electrónica en su país.
En 2013 el disco Film fue digitalizado en la Fonoteca Nacional y remasterizado en Universal Studios y publicado en disco compacto y descarga digital.

## Integrantes
- Ulalume Zavala - voz
- Walter Schmidt - sintetizadores
- Carlos Robledo - sintetizadores
- Humberto Álvarez - batería electrónica

## Discografía

### Álbumes de estudio
- 1985: "Film" (Comrock)

## Filmografía
- Juana la Cantinera (Pepe Loza, 1985)